# Piasecki H-16
El Piasecki H-16 Transporter, también conocido como PV-15, fue un helicóptero con rotores en tándem diseñado por el ingeniero aeronáutico Frank Piasecki y fabricado por la compañía estadounidense Piasecki Helicopter. Se llegaron a evaluar dos prototipos en la Fuerza Aérea de los Estados Unidos (USAF) y el Ejército de los Estados Unidos, aunque el accidente del segundo de los prototipos durante una prueba condujo a la cancelación del proyecto.

## Diseño y desarrollo
Con la designación de compañía PV-15, el helicóptero de rotores en tándem fue diseñado por el fundador de la compañía Frank Piasecki. El diseño fue mostrado públicamente por primera vez el 15 de septiembre de 1953 en el Aeropuerto Internacional de Filadelfia.

## Historia operacional

### Accidente
El 5 de enero de 1956, la segunda aeronave de pruebas YH-16 se estrelló cuando volvía a Filadelfia de una prueba de vuelo sobre Nueva Jersey. La causa del accidente fue determinada más tarde como el colector trasero, que llevaba datos de vuelo desde las palas de rotor instrumentadas a los grabadores de datos de la cabina. Los cojinetes del colector se atascaron, y la carga de torsión resultante rompió el tubo vertical de instrumentación dentro del eje de transmisión del rotor trasero. Un segmento de este tubo se inclinó y entró en contacto con el interior del eje de transmisión de aluminio del rotor, trazando un surco cada vez más profundo en él. El eje del rotor acabó fallando en vuelo, que a su vez provocó que las palas traseras y delanteras se desincronizaran y colisionaran.
La aeronave se perdió totalmente; los dos pilotos de pruebas, Harold Peterson y George Callahan, resultaron muertos. Esto condujo a la cancelación no solo del YH-16, sino también de la planeada versión YH-16B de 69 pasajeros.

## Variantes

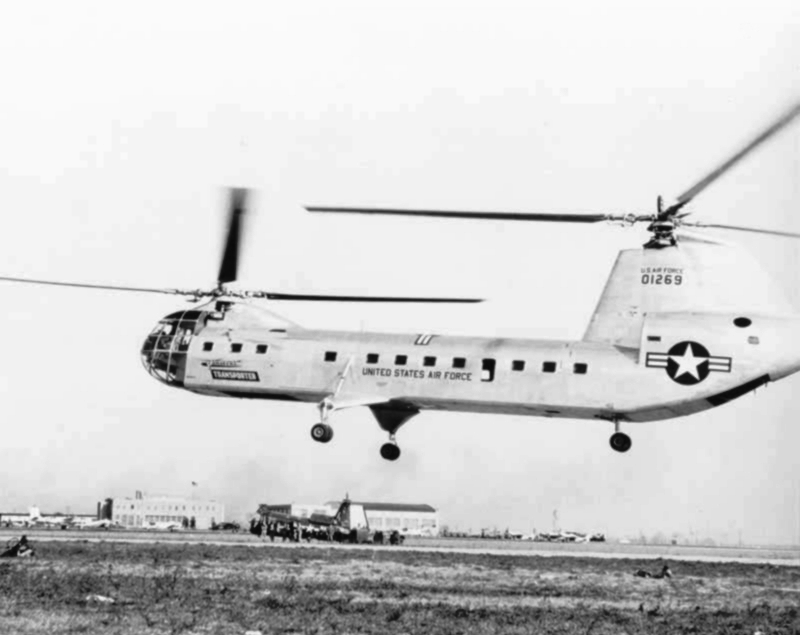
Otra vista del prototipo.

XR-16
Designación inicial dada por las USAAF, redesignado XH-16A por la USAF en 1948.
XH-16A
Equipado con dos motores radiales Pratt & Whitney R-2180 y espacio para 43 soldados, uno construido, más tarde convertido a YH-16B.
YH-16A
Equipado con dos motores turboeje Allison T38-A-10 de 1800 shp, designado previamente como XH-27.
YH-16B
XH-16A remotorizado con dos motores turboeje Allison T56-A-5 de 2100 shp.

## Operadores
Estados Unidos
- Ejército de los Estados Unidos
- Fuerza Aérea de los Estados Unidos

## Especificaciones (YH-16B)
Referencia datos: U.S. Army Aircraft Since 1947

### Características generales
- Tripulación: Tres (dos pilotos y un ingeniero de vuelo)[8]
- Capacidad: 47 soldados o 38 camillas y 5 auxiliares
- Longitud: 23,7 m (77,6 ft)
- Diámetro rotor principal: 25 m (82 ft)
- Altura: 7,6 m (25 ft)
- Área circular: 981,2 m² (10 561,8 ft²)
- Peso vacío: 11 544 kg (25 443 lb)
- Peso cargado: 20 729 kg (45 686,7 lb)
- Planta motriz: 2× turboeje Allison T56-A-5.
  - Potencia: 1600 kW (2206 HP; 2176 CV) cada uno.

### Rendimiento
- Velocidad máxima operativa (Vno): 251 km/h (156 MPH; 136 kt)
- Velocidad crucero (Vc): 201 km/h (125 MPH; 109 kt)
- Alcance: 348 km (188 nmi; 216 mi)
- Techo de vuelo: 4800 m (15 748 ft)

## Aeronaves relacionadas

### Desarrollos relacionados
- Piasecki H-21
- Piasecki H-25

### Aeronaves similares
- Yakovlev Yak-24

### Secuencias de designación
- Secuencia PV-_ (interna de Piasecki): PV-2 - PV-3/HRP - PV-14 - PV-15 - PV-17 - H-21
- Secuencia R-_ (Alas Rotatorias del USAAC/USAAF, 1941-1948): ← R-13 - R-14 - R-15 - R-16
- Secuencia H-_ (Helicópteros de la USAF, 1948-1962): ← H-12 - H-13/J - H-15 - H-16 - H-17 - H-18 - H-19 -- H-24 - H-25 - H-26 - H-27 - H-28 - H-29 - H-30 →